# Symposia
Genre
Symposia est un genre d'araignées aranéomorphes de la famille des Cybaeidae.

## Distribution
Les espèces de ce genre se rencontrent au Venezuela et en Colombie.

## Liste des espèces
Selon World Spider Catalog (version 17.0, 07/06/2016) :
- Symposia bifurca Roth, 1967
- Symposia columbiana Müller & Heimer, 1988
- Symposia dubiosa Roth, 1967
- Symposia sexoculata Roth, 1967
- Symposia silvicola Simon, 1898
- Symposia umbrosa Simon, 1898

## Publication originale
- Simon, 1898 : Description d'un nouveau genre sénoculé (Symposia) de la famille des agélénides (Arachn.). Bulletin de la Société entomologique de France, vol. 1898, p. 88-90 (texte intégral).